# Horisme completa
Horisme completa là một loài bướm đêm trong họ Geometridae.